# 鳳凰血
《鳳凰血》（羅馬化：Luerd Hong），是一部由Exact發行，辛提帕·素萬納平與楠迪·宗拉維蒙領銜主演的愛情復仇劇。
2008年，Exact再度翻拍此劇，並更名為《玻鑽之爭》。

## 劇情簡介
Namfon（楠迪·宗拉維蒙 飾）的親生母親在生下她後身體不適，期間又發生了一些狀況，所以急忙找乳母來餵養她。原來，離他們不遠的一位女士也剛生了一個女嬰，這位女士看到Namfon的家庭是那麼地富有，再回頭看幾乎無法負擔女兒基本生活的自己，所以決定用她的寶貝Aphatcha（拉思·瓦查拉普梅 飾）與Namfon調包。隨著時間的推移，Namfon成長成一位舉止優雅、美麗的女人，受到所有人的喜愛，而不是蠻橫無禮的Apatcha。

## 演員陣容
註：括號內的演員姓名為小名。

### 主演
- 辛提帕·素萬納平（Tew） 飾演 格利（Kritikan / Krit）
- 楠迪·宗拉維蒙（Bee） 飾演 楠凤（Namfon）

### 配角
- 拉思·瓦查拉普梅（Organ） 飾演 Aphatcha
- 納瓦·君拉塔納拉（Pong） 飾演 拉辛（Rasin）
- 克里·希蘭普耶克（Golf） 飾演 Baramee
- 查露妮·素莎瓦（英语：Jarunee Suksawat）（Ple） 飾演 Soy
- 阿蘭雅·南翁（英语：Aranya Namwong）（Piak） 飾演 Nari
- 薇萊婉·瓦塔納帕尼（Daeng） 飾演 Anong
- 皮亞瑪·瑪尼亞袞（Pu） 飾演 Kanjana
- 查塔納·基蒂亞潘（Dang） 飾演 Sawat
- 納塔尼·西緹薩曼（Noi） 飾演 Kaew
- 凱拉·克良格萊（Eed） 飾演 Khiao

## 外部連結
- MyDramaList上的劇情簡介 （页面存档备份，存于）（英文）
- 豆瓣电影上《鳳凰血》的資料 （简体中文）